# Songieu
Songieu korábbi község (település) Franciaországban, Ain megyében. 2016. január 1-jén Hotonnes, Le Grand-Abergement és Le Petit-Abergement községekkel egyesült és delegált községként Haut Valromey új község része lett.
Lakosainak száma 123 fő (2018. január 1.). Songieu Brénaz, Champagne-en-Valromey, Chanay, Corbonod, Lhôpital, Lompnieu, Ruffieu és Hotonnes községekkel határos.

## Népesség
A település népessége az elmúlt években az alábbi módon változott:
| Lakosok száma | 174  | 165  | 126  | 101  | 125  | 121  | 130  | 129  | 126  | 123  |
|               | 1962 | 1968 | 1982 | 1990 | 1999 | 2008 | 2011 | 2013 | 2017 | 2018 |